# Rio Open 2022
Rio Open 2022 — тенісний турнір, що проходив на ґрунтових кортах у місті Ріо-де-Жанейро, Бразилія з  14 до 20 лютого. Належав до категорії ATP 500.

## Фінальна частина

### Одиночний розряд
Карлос Алькарас —  Дієго Шварцман 6–4, 6–2

### Парний розряд
Сімоне Болеллі /  Фабіо Фоніні —  Джеймі Маррей /  Бруно Соарес 7–5, 6–7(2–7), [10–6]